# Bad Düben
Bad Düben é um município da Alemanha, situado no distrito da Saxônia do Norte, no estado da Saxônia. Tem 45,45 km² de área, e sua população em 2019 foi estimada em 7.830 habitantes.